# Блажовка
Блажовка (укр. Блажівка) — река в Самборском районе Львовской области, Украина. Левый приток реки Черхавка (бассейн Днестра).
Длина реки 10 км, площадь бассейна 42 км2. Течение реки имеет преимущественно горный характер. Долина неширокая, глубокая, местами изрезанная балками. Русло слабоизвилистое, есть перекаты.
Берёт начало юго-западнее села Блажев, в северо-восточных отрогах Верхнеднестровских Бескид. Течёт преимущественно на восток, местами — на северо-восток. Впадает в Черхавку в северной части села Черхава.
Основной приток — река Волянка (правый).
На реке расположены сёла Блажев и Черхава.